# Schizonycha luridipennis
Schizonycha luridipennis är en skalbaggsart som beskrevs av Moser 1914. Schizonycha luridipennis ingår i släktet Schizonycha och familjen Melolonthidae. Inga underarter finns listade i Catalogue of Life.